# Esteban Sánchez Herrero
Esteban Sánchez Herrero (Orellana la Vieja, Badajoz, 26 de abril de 1934 — Orellana la Vieja, 3 de febrero de 1997) fue un pianista y compositor español.

## Biografía
De niño estudió con su tío-abuelo Joaquín Sánchez Ruiz, sacerdote, quien fuera organista y maestro de capilla de la catedral de Plasencia. Ingresó en el Real Conservatorio de Madrid en 1945 y cursó los estudios de piano con la profesora Julia Parody Abad. En 1948, al finalizar sus estudios en esta institución obtuvo los premios "fin de carrera", "extraordinario fin de carrera" y de "música de cámara", y en los años venideros el Premio Eduardo Aunós (1949) del Círculo de Bellas Artes de Madrid, y el premio Pedro Masaveu (1950), ex aequo con Joaquín Achucarro. Amplió su formación en París en la Escuela Normal de Música con Alfred Cortot y en la Academia Nacional de Santa Cecilia de Roma con Carlo Zecchi.  
Dio su primer concierto con la Orquesta Nacional de España el 3 de diciembre de 1954 en Madrid, siendo uno de los más importantes pianistas europeos de mediados de los años 50 y de las décadas 1960-1970 y 1980.
Recibió los premios internacionales Margarita Long en París en 1951, Ferruccio Busoni en Bolzano en 1953, Alfredo Casella en Nápoles en 1954 y el de Virtuosismo de la Academia romana de Santa Cecilia en 1956. En 1954 le fue otorgada la medalla Dinu Lipatti de la Fundación Harriet Cohen de Londres.
Sus actuaciones siempre estuvieron marcadas por una entrega total; personal, técnica y musical que emocionaba a todos los públicos. Sin escatimar nunca los amplios recursos que su poderosa técnica podía ofrecer, asumía riesgos de manera natural con resultados magistrales. No exenta la crítica de perplejidad traducida en desconcierto de satisfactorio asombro fue la tónica habitual, siendo las menos en parcial desacuerdo. Como dijo M. C. Hernández en el diario -SEVILLA- el 3-3-1971. ....." Toda la polémica que pueda suscitarse alrededor de su nombre es la contradicción que se da siempre con la figura genial, ante la que nadie puede permanecer indiferente.   
Su interpretación de la obra Iberia de Albéniz es un referente para muchos pianistas posteriores. Llevó a cabo grabaciones para sellos internacionales. En una ocasión preguntaron a Daniel Barenboim en una entrevista que cuándo iba a decidirse a grabar Iberia y respondió que tras haber escuchado la versión de Esteban Sánchez poco le quedaba por añadir.
En 1978 comenzó su labor como profesor del Conservatorio de Badajoz y años después en el Conservatorio Municipal de Mérida, del que llegó a ser director, abandonando poco a poco su actividad concertística de las grandes salas.
Entre varios galardones y reconocimientos destaca el de Maestro Académico h. c., por la "Accademia Mondiale Degli Artisti e Professionisti di Roma" en 1954 y su ingreso en la Real Academia Extremeña de las Letras y las Artes en 1986.
Sánchez falleció el 3 de febrero de 1997 de un infarto cuando se dirigía a impartir clase. Ese mismo año le fue concedida la Medalla de Extremadura a título póstumo.

## Legado
La Fundación de Música y Artes Escénicas de Cáceres (FEMAE) organiza anualmente dos eventos en honor de Esteban Sánchez:
- Curso Internacional de Interpretación Musical "Esteban Sánchez", que en 2014 alcanza su cuarta edición.
- Concurso Internacional de Piano "Esteban Sánchez"; en 2014 se convoca la III edición.[4]

## Discos publicados
- Joaquín Turina. Suite pintoresca. Rincones sevillanos. Mujeres de Sevilla. Editorial Ensayo ENY-CD-9720
- Joaquín Turina. Cuentos de España. 1.ªSerie, op.20, 2.ªSerie, op.47. Discos REGAL 33LCX 134. Depósito legal: B. 7.427-1958. Barcelona.
- Joaquín Turina. Mujeres españolas. 1.ªSerie, op.17, 2.ªSerie, op.73. Discos REGAL 33LC 1015. Depósito legal: ¿? Barcelona.
- Joaquín Turina. Navidad en dos cuadros. LLORACH AUDIO, S.A. Depósito l.-43246-1969 (single 33 r. p. m.) Ensayo ENY-N/3000. Barcelona.
- Serguéi Rajmáninov. Concierto n.º 2, op.18. Mussorsky y E. Granados. El PELELE. Dir. Piero Gamba. Symphonicum Europae-productions (Montecarlo). Orq. de la radio danesa. Copenhague. 1966 H.F: SE 16016.
- Manuel de Falla. Música para piano. Editorial Ensayo ENY-CD-9735
- Isaac Albéniz. Recuerdos de viaje. Editorial Ensayo ENY-CD-9740
- Isaac Albéniz. Suite Iberia. Editorial Ensayo ENY-CD-9712/1
- Isaac Albéniz. España: Seis hojas de álbum. Editorial Ensayo ENY-CD-9731
- Isaac Albéniz. España: Seis hojas de álbum, Navarra y La Vega. 1968 L.P. ENY-6
- Robert Schumann-(op.15). Chaikovski-(op.39). Mendelssohn-(op.72). ESCENAS INFANTILES. Barcelona. Ensayo ENY-29
- Gabriel Fauré. Musique pour piano. Editorial Ensayo ENY-CD-9738
- Ludwig Van Beethoven. Bagatelles for piano. Editorial Ensayo ENY-CD-9730
- Ludwig Van Beethoven. Concerto nº.4, op.58 in G mayor. Rondos: op. 51 n.º 1 y 51 n.º 2, WoO 49 y op.129. Editorial Ensayo ENY-CD-9743
- Obras de Franz Schubert Ernesto Halffter Franz Liszt. Editorial rtve música. SGAE 65191
- Grabaciones para RNE. Diversos autores. Piano solista y dúo con otros instrumentistas y cantantes. 1º catálogo 192 documentos sonoros. 2º catálogo 82 documentos sonoros. Referencia de cada una de estas obras en el libro del pianista-organista Antonio R. Baciero sobre Esteban Sánchez Herrero.
- La casa barcelonesa de discos "ENSAYO" contiene grabaciones no editadas, y también no reeditadas en CD.

## Discos colectivos
- Conciertos para jóvenes. Fundación Juan March. Varios autores e intérpretes. HISPAVOX Madrid 1976.
- Piano/Pianísimo. Varios autores e intérpretes. Editorial Ensayo ENY-206. Barcelona 1982.
- Beethoven Integral piano y plectro (sonatina-do mayor, adagio, tema con variaciones, sonatina-do menor), Rameau (gavota), Francoeur (siciliana y rigodón), Kaufmann (mitoka dragomirna). Pedro Chamorro-bandurria, Esteban Sánchez-piano. Editorial SAGA Madrid 1986.
- Esteban Sánchez. Música en la Academia. Himno de la Academia de Extremadura y Caminos del Sur. Obras de M. del barco. Jaime de Jaraíz y coros de Plasencia. Trujillo 1993.
- Miguel del Barco Gallego. Himno de Extremadura, diversas obras para banda, orfeón y coro. Dir. Mercedes Padilla. Variaciones sobre un tema extremeño, int. Esteban Sánchez. Asamblea de Extremadura-finales años 80.
- Joaquín Turina. Grabaciones Históricas. Varios intérpretes. Editorial ALMAVIVA. Sevilla 1999.
- Ángel Barrios. Grabaciones Históricas. Varios intérpretes. Editorial ALMAVIVA. Sevilla 1998.
- La casa barcelonesa de discos "ENSAYO" contiene grabaciones no editadas, y también no reeditadas en CD.

## Composiciones
Todas las composiciones son para piano solo.
- Caminos del Sur. 8 piezas. - SEGUNDA COLECCIÓN -
1. Una brisa (Málaga)
2. Soneto a F. García Lorca (Granada)
3. En el paseo de la Isla (Plasencia)
4. A lo lejos... Tentudía (Badajoz)
5. Canción - nocturno (Guadalupe)
6. Desde Sierra Nevada a Lusitania (Granada, Mérida)
7. Atardecer en Sevilla (Andalucía)
8. Amanecer en Arucas (Gran Canaria)

- Tres meditaciones sobre textos de San Juan de la Cruz. - TERCERA COLECCIÓN-
1. Tranquillo Assai
2. Moderato Assai
3. Quasi Lento

- Villancicos - SÉPTIMA COLECCIÓN -
1. Hoy portal, cruz mañana.
2. Durmiendo a Jesusito.
3. Nació un sol.
4. Noche de nieve.
5. Paz en la tierra.
6. Duérmete ya.
7. Tiempos atrás.
8. Está dormidito.
9. Pan celestial.
10. Cerca está el lugar.
11. Mensaje de paz.
12. Platerito.
13. Andar, andar.
14. La Virgen y su maresita.
15. La Mancha canta.
16. Huida a Egipto.
17. Ande mi burrina.
18. Pastores de Extremadura.
19. En lah majáh.
20. La Extremadura canta.

- Otras piezas: rutas de Extremadura -- Sin denominación original-- -PRIMERA COLECCIÖN-
1. Preludio (Orellana).
2. Reflexión (El Palancar).
3. Cogitación (Alcántara).
4. Villancico (Madrigalejo).
5. Balada de la Serena (Castuera).
6. Arcos, calles y templos (Mérida).
7. Semblanza (Badajoz).
8. En las Villuercas (Guadalupe).
9. Por los campos de la Vera (Yuste).
10. Leyenda medieval (Cáceres).
11. Introducción y jota (Plasencia).
12. La canción del Guadiana (Medellín)
13. En el lugar del Baylío (Jerez de los Caballeros).
14. Recuerdos de una ermita (Orellana), tema con variaciones (13) y coda.

- Tres piezas sin título original. - CUARTA COLECCIÓN-
1. Pieza en Do Mayor.
2. Pieza en Si Mayor.
3. Pieza en La Bemol Mayor.

- Tres piezas sin título original. - QUINTA COLECCIÓN -
1. Pieza en Fa Mayor.
2. Pieza en Si Mayor.
3. Pieza en Do Mayor.

- Obras sueltas. - SEXTA COLECCIÓN -
1. Pieza (Preludio) en Fa sostenido Menor.
2. La cajita de Paulita.(oct. 1992) Mérida.
3. Jaizkibel.
4. Pieza en Do Mayor.
5. Vals en Mi bemol Mayor.

- (a) OCTAVA COLECCIÓN - (b) obras vocales - (c) Miscelánea.
1. (a) Obra en Do Mayor.
2. (b) Himno para la Real Academia de las Artes y las Letras de Extremadura, (texto de Manuel Pacheco).
3. Himno a Mérida.
4. Página sin título para voz (o posible instrumento solista) y piano.
5. (c) Transcripción con acompañamiento de piano del "Himno de Extremadura" (música de Miguel del Barco). # Parte de piano original de Esteban Sánchez acompañando melodía anteriormente compuesta para violonchelo solo por José Ramón Serrano. # Borradores previos y apuntes a obras variadas, incluidas algunas realizaciones generalmente cortas, de ejercicios y temas de armonía, melodías de folklore o fragmentos sueltos en su mayor parte incompletos.